# Palomar de Arroyos (kommunhuvudort)
Palomar de Arroyos är en kommunhuvudort i Spanien.   Den ligger i provinsen Provincia de Teruel och regionen Aragonien, i den östra delen av landet, 250 km öster om huvudstaden Madrid. Palomar de Arroyos ligger 1 197 meter över havet och antalet invånare är 218.
Terrängen runt Palomar de Arroyos är huvudsakligen kuperad, men åt nordost är den platt. Terrängen runt Palomar de Arroyos sluttar norrut.  Trakten runt Palomar de Arroyos är nära nog obefolkad, med mindre än två invånare per kvadratkilometer. Närmaste större samhälle är Escucha, 5,3 km väster om Palomar de Arroyos. Omgivningarna runt Palomar de Arroyos är i huvudsak ett öppet busklandskap.